# Feria del Libro de Albacete

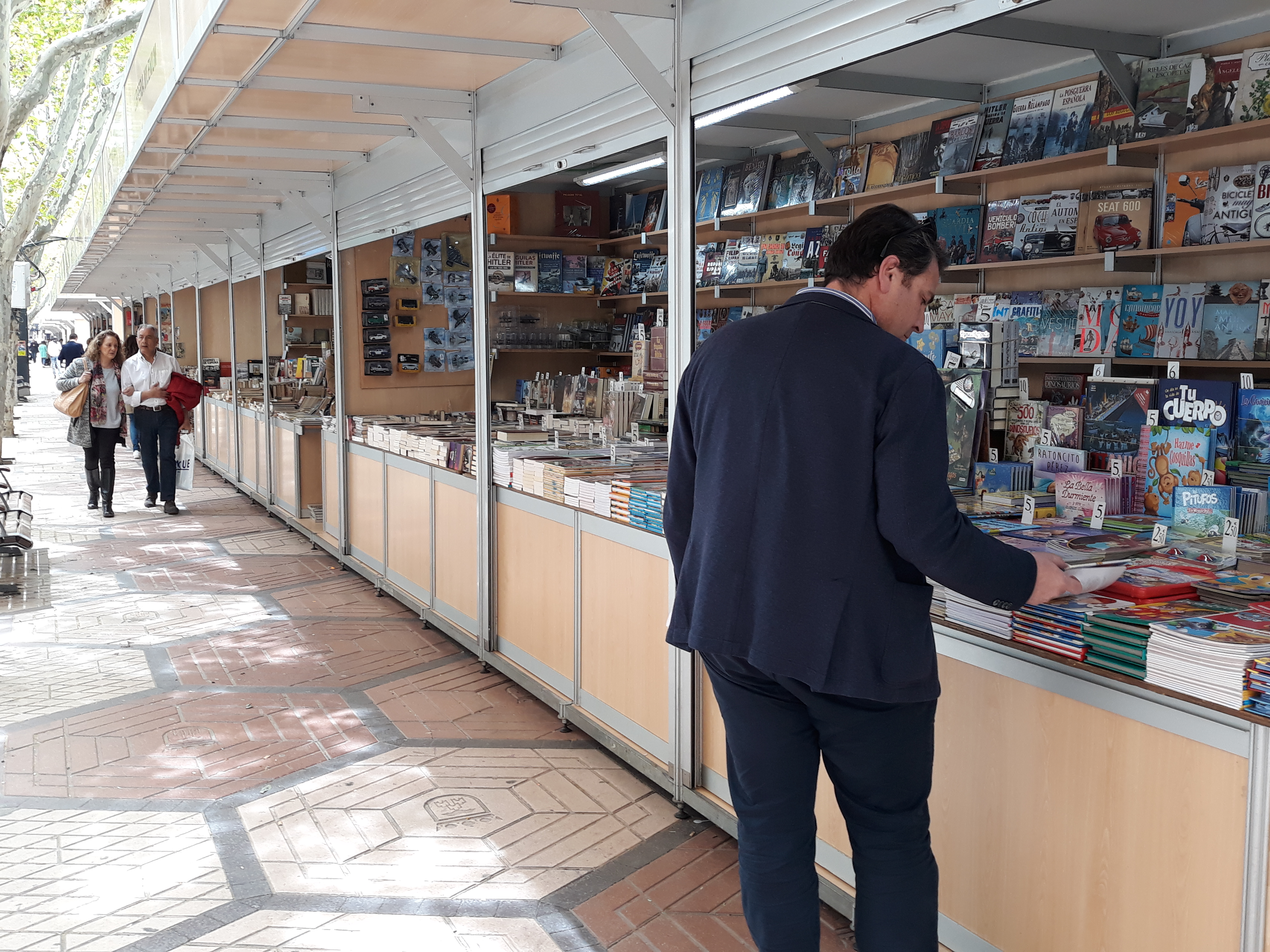
Casetas en la Feria del Libro de Albacete de 2018

La Feria del Libro Antiguo y de Ocasión de Albacete, más conocida como Feria del Libro de Albacete, es un acontecimiento cultural que se celebra anualmente en la ciudad española de Albacete.
Tiene lugar en los meses de marzo y/o abril con una duración de 15 días. No puede coincidir con la Semana Santa. Se celebra a lo largo del emblemático boulevard del Paseo de la Libertad, en pleno Centro de la capital albaceteña.
La primera edición de la feria, denominada Feria del Libro, tuvo lugar en 1979. Estaba organizada por los libreros albaceteños. Desde entonces se han celebrado treinta y cinco ediciones. En 1979 se produjo un grave incidente al ser quemadas varias casetas de la feria por un grupo nazi madrileño.
La Feria del Libro da la bienvenida a la primavera en la urbe manchega. Es una de las ferias del libro mejor valoradas por los libreros españoles. Los libreros participantes proceden de toda España: Málaga, Madrid, Oviedo, Barcelona...
Se pueden encontrar desde libros antiguos, usados o de ocasión hasta ediciones descatalogadas, restos de ediciones, facsímiles, cómics, láminas e incluso grabaciones en vinilo y disco compacto.